# Onthophagus benedictorum
Onthophagus benedictorum é uma espécie de inseto do género Onthophagus da família Scarabaeidae da ordem Coleoptera.

## História
Foi descrita cientificamente pela primeira vez no ano de 1977 por Walter & Cambefort.